# 4119 Miles
4119 Miles eller 1983 BE är en asteroid i huvudbältet som upptäcktes den 16 januari 1983 av den amerikanske astronomen Edward L.G. Bowell vid Anderson Mesa Station. Den är uppkallad efter Howard G. Miles.
Asteroiden har en diameter på ungefär 12 kilometer.